# Arminas Narbekovas
Arminas Narbekovas (Gargždai, 28 gennaio 1965) è un dirigente sportivo ed ex calciatore lituano, fino al 1991 sovietico.

## Carriera

### Giocatore
Fece il suo debutto nel 1983 con lo Žalgiris Vilnius, l'unica squadra lituana della massima serie sovietica, all'età di 18 anni. Nel 1987, giunse secondo nella classifica marcatori con 16 gol, conducendo la sua squadra al terzo posto finale, il migliore nella storia. Lo Zalgiris partecipò così alla Coppa UEFA per la prima volta, perdendo però con l'Austria Vienna. L'Austria sarebbe diventata la destinazione di Narbekovas dopo che ai calciatori lituani fu permesso di andare a giocare all'estero. Arminas si trasferì lì nel 1990, dopo una breve sosta obbligata alla Lokomotiv Mosca, obbligata in quanto la Lituania non faceva ancora parte dell'UEFA e i giocatori delle sue società non potevano trasferirsi. Narbekovas avrebbe speso il resto della sua carriera in Austria, con l'Austria Vienna fino al 1995, e quindi con l'Admira Wacker e diverse squadre delle serie inferiori.
Narbekovas fu nominato miglior giocatore lituano quattro volte, dal 1985 al 1988. Benché non ricevette mai alcuna convocazione sanzionata dalla FIFA per l'Unione Sovietica, giocò per la CCCP e vinse la medaglia d'oro alle Olimpiadi di Seul 1988. Narbekovas segnò due gol nel torneo, compresa una rete nei tempi supplementari nella semifinale contro l'Italia, aiutando i sovietici a raggiungere la vittoria per 3-2. Arminas giocò per la Lituania nella prima partita del suo paese da nazione indipendente, il 27 maggio 1990 contro la Georgia, e mise a segno il primo gol nel pareggio per 2-2. Sfortunatamente, gli infortuni fermarono a 13 le sue presenze e a 4 i suoi gol per la Lituania.
Nel novembre del 2003, nei festeggiamenti per il 50º anniversario della UEFA, Narbekovas fu nominato Golden Player dalla federazione calcistica del suo paese come più forte giocatore lituano degli ultimi 50 anni.

### Allenatore
Nel 2006-2007 è stato allenatore e presidente dello Žalgiris Vilnius. Nel 2009 è diventato allenatore del Banga Gargždai e l'anno seguente è stato nominato anche assistente di Raimondas Žutautas nella Nazionale lettone.

## Palmarès

### Giocatore

#### Club
- Campionato austriaco: 2

Austria Vienna: 1991-1992, 1992-1993
- Coppa d'Austria: 2

Austria Vienna: 1991-1992, 1993-1994
- Supercoppa d'Austria: 3

Austria Vienna: 1991, 1992, 1993

#### Nazionale
- Oro olimpico: 1

URSS: Seul 1988

#### Individuale
- Calciatore lituano dell'anno: 4

1985, 1986, 1987, 1988